# Святоносский маяк
Святоно́сский мая́к — действующий маяк на северо-восточном побережье Кольского полуострова в северной части мыса Святой Нос в районе губы Лопское Становище. Один из самых старых действующих маяков России, объект морского наследия. Высота маяка — 22 метра, над уровнем моря — 94 метра, дальность видимости — до 22 миль. Функционирует с 6 ноября 1862 года.

## История маяка

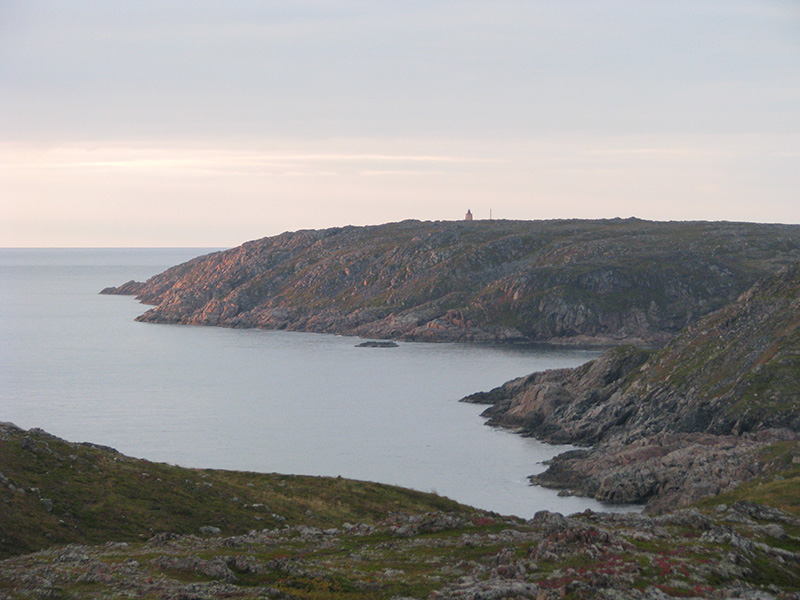
Губа Лопское Становище

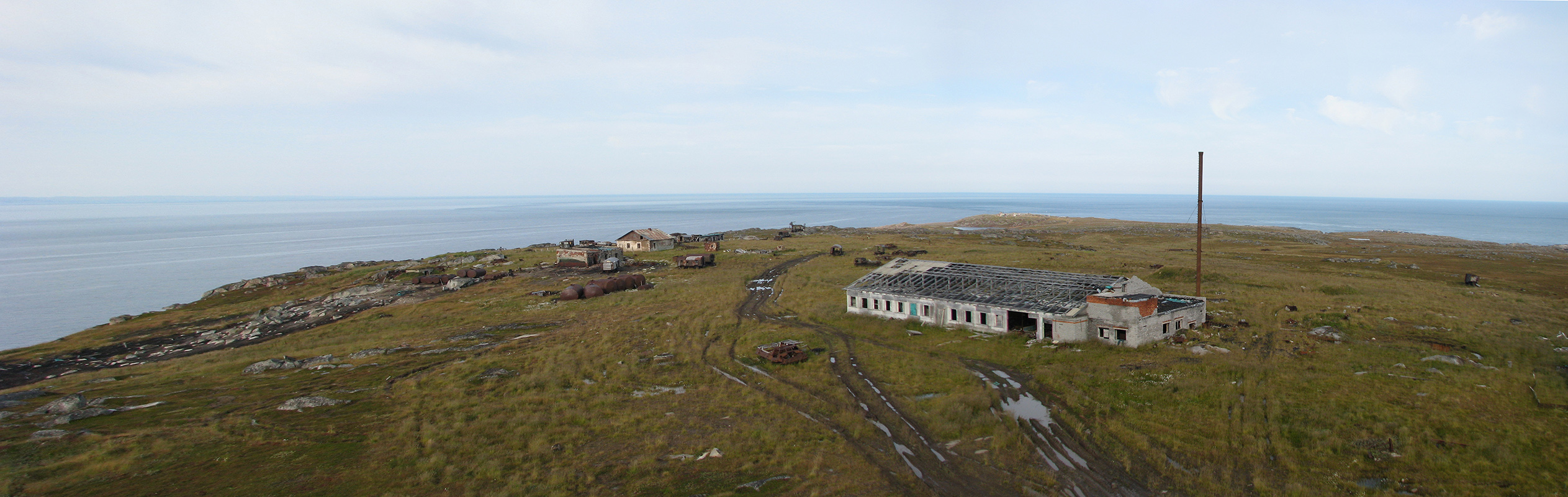
Вид с маяка на Баренцево море

Неосвещаемая башня стояла на мысе с 1828 года, пока в 1835 году Морское министерство не решило построить на Кольском полуострове сеть маяков для обеспечения безопасности плавания кораблей. Изначально планировалось построить металлический маяк, но из-за нехватки средств на него было решено строить маяк деревянным. Постройкой составных частей и их доставкой из Соломбалы на мыс занимался архангельский купец Иван Ермолаевич Торопов. Рядом с маяком была построена необходимая инфраструктура — дом для смотрителя, казарма, баня и кладовая с ледником. Чуть позже была доставлена маячная башня и катоптрическая система с аргандовыми лампами.
Первый маяк представлял собой восьмигранную пирамидальную башню жёлтого цвета с установленным на башне металлическим фонарём из 18 ламп и 18 рефлекторов. Маяк обслуживала команда из семи человек — офицера-смотрителя и команды рядовых. Первые годы все они жили непосредственно при маяке, но после целого ряда смертей от цинги во время зимнего сезона команде было разрешено зимовать в Варзуге, а за маяком в это время присматривали лопари из Йоканьгского погоста.
С 1866 года за маяком стала следить команда вольнонаёмных.
Осветительная система маяка несколько раз менялась, в 1890 году старая осветительная система сменилась новой, системы Френеля, в связи с чем была перестроена маячная башня. Ещё через 10 лет она была заменена системой керосино-калильных горелок.
В 1910 году на маяке появился телефон.
В 1917 году осветительная система была вновь заменена на заказанное в Стокгольме новое фонарное сооружение и осветительный газокалильный аппарат.
В конце 1930-х годов маяк перешёл на электрическое освещение.

## Современное состояние

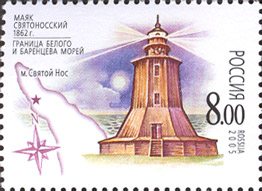
Святоносский маяк на российской почтовой марке

На настоящий момент маяк обслуживает группа из семи человек, установлена современная солнечная энергетическая установка с 6 панелями и светооптический аппарат, светящий белым проблесковым огнём на расстояние около 8 миль.
В 2002 году маяк Святоносский включён в «Список вновь выявленных объектов на территории Мурманской области, представляющих историческую, научную или иную художественную ценность» под номером 7/316.
В 2021 году включён в единый государственный реестр объектов культурного наследия народов Российской Федерации в качестве объекта культурного наследия федерального значения.